# باشگاه فوتبال تراپستون تاون
باشگاه فوتبال تراپستون تاون (به انگلیسی: Thrapston Town Football Club) یک باشگاه فوتبال در شهر تراپستون، کشور انگلستان است که در سال ۱۹۶۰ میلادی تأسیس شده‌است.